# Hartă inversată

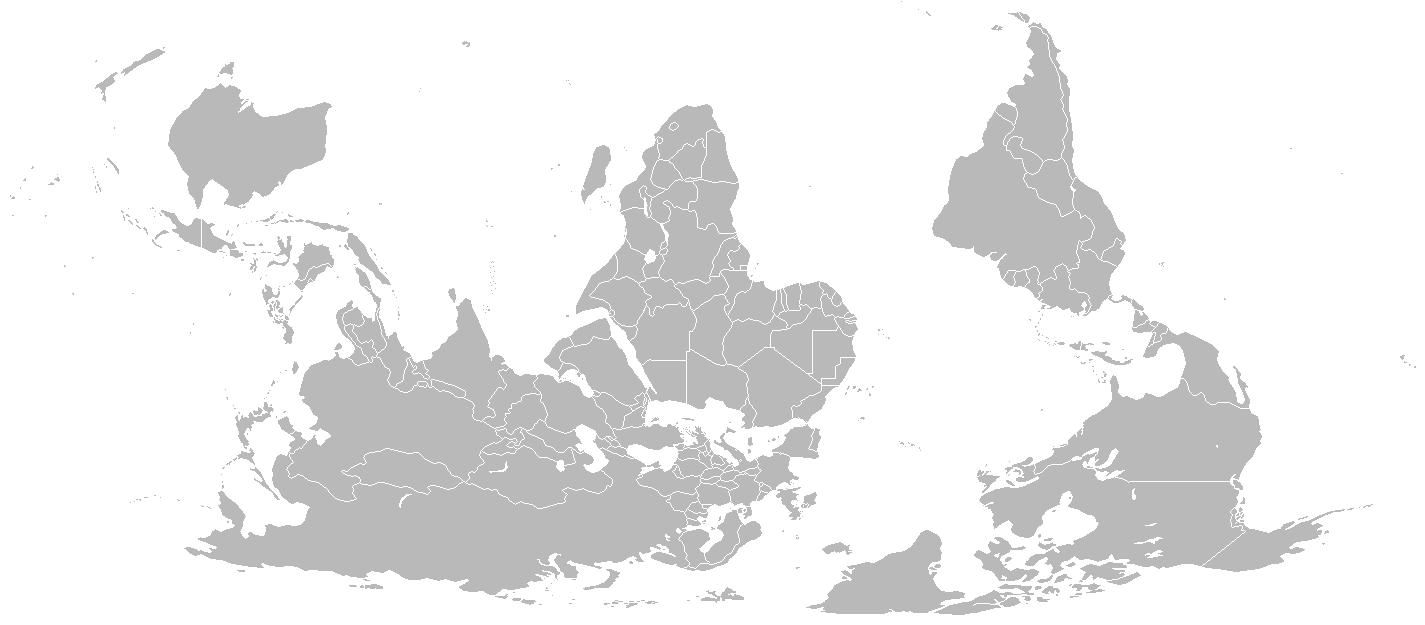

O hartă inversată este o hartă geografică pe care sudul este reprezentat în partea de sus, nordul jos, estul în stânga și vestul în dreapta.
Deoarece orientarea nordului în partea de sus este mai mult o convenție sau un obicei decât o corectitudine, din punct de vedere tehnic hărțile inversate sunt la fel de corecte ca și cele obișnuite. Un astfel de tip de hărți au fost realizate în diferite perioade în diverse culturi, primii fiind australienii.
Hărțile inversate de obicei au amplasate Indonezia în centru, Europa jos, iar Africa și Americile prin părți, deși există și hărți inversate cu Meridianul Zero în centru.